# 真弓田一夫
真弓田 一夫（まゆみだ かずお、1919年11月20日 - 2010年9月1日）は、日本の俳優。長野県埴科郡東条村（現長野市）出身。聖橋高等工学校卒業、日本大学旧工学部中退。真弓田朗読研究会主宰。旧漢字表記、眞由弓田 一夫。

## 人物
1940年、新協劇団研究生となる。瑞穂劇団演出部を経て、1944年NHK大阪放送劇団に入団し、戦後NHK東京放送劇団に転じる。小山八重路とともに児童劇団こけし座を設立。1953年にNHK放送劇団を退団しフリーとなる。1955年、児童劇団ともだち座設立。1956年、現代座を設立。第一協団、1967年劇団欅などを経て、1978年、劇団NLTに入団。舞台の他、映画・テレビドラマで主に脇役として活躍。晩年は朗読をライフワークとし、1995年には文化庁芸術祭優秀賞を受賞。
2010年9月1日、慢性腎不全のため、東京都目黒区の病院で死去。90歳没。

## 出演

### 映画
- 嘘（1954年）
- 風の野郎と二人づれ（1961年）
- 黒と赤の花びら（1962年）
- 血は太陽よりも赤い（1968年）
- 吸血髑髏船（1968年）
- 正午なり（1978年）
- 刑事物語（1982年）

### テレビドラマ
- 恐怖のミイラ 第1話「闇に光る眼」、第2話「幽鬼の眼」（1961年、日本テレビ・宣弘社） - 牧村助手
- 青年弁護士 第7話「母ありき」（1963年、日本テレビ・東映）
- 大河ドラマ（NHK）
  - 太閤記（1965年） - 宗仁
  - 春の坂道（1971年）
  - 国盗り物語（1973年） - 中川清秀
  - 勝海舟（1974年）
  - 元禄太平記（1975年） - 土屋相模守
  - 風と雲と虹と（1976年） - 公卿
  - 花神（1977年） - 小笠原長行
  - 獅子の時代（1980年） - 村田
  - 峠の群像（1982年） - 僧侶
  - 徳川家康（1983年） - 土方縫殿助
  - 山河燃ゆ（1984年） - 林記者
  - 八代将軍吉宗（1995年） - 本多正永
- 人形佐七捕物帳 第16話「こうもり屋敷」（1965年、NHK） - 新兵衛
- 忍者部隊月光（フジテレビ・国際放映）
  - 第66、67話「アース・クェイク作戦 - 前・後篇 - 」（1965年） - 木留間博士
  - 第84話「マジックドラゴン作戦 - 前篇 - 」（1965年） - 戸村
- 悪魔くん 第16話「モルゴン」（1967年1月19日、NET・東映）
- 三匹の侍 第4シリーズ 第24話「一匹狼」（1967年3月16日、CX） - 梅野玄斎
- 特別機動捜査隊 第345話「濁った大都会の天使」（1968年、NET・東映） - 小杉刑事
- 河童の三平 妖怪大作戦 第10話「地獄の写真家」（1968年12月6日、NET・東映） - 写真鬼妖怪
- 怪奇大作戦 第13話「氷の死刑台」（1968年12月8日、TBS・円谷プロ） - 冷凍人間・岡崎
- 大忠臣蔵（1971年、NET・三船プロ） - 榊原幸右衛門
- 伝七捕物帳 （NTV）
  - 第44話「忍ぶ涙の男伊達」（1974年） - 久保田守政
  - 第141話「懺悔に咲いた父娘舟」（1977年） - 西国屋
- 松本清張シリーズ・愛の断層（1975年、NHK） - 次長
- ライオン奥様劇場・分校日記 / この山河に愛ありて（1978年、フジテレビ・NMC） - 沢村修平
- バトルフィーバーJ 第50話「将軍を狙う覆面鬼」（1980年、テレビ朝日・東映） - 藤波白雲
- そば屋梅吉捕物帳 第15話「遠山桜を狙う奴」（1980年、12ch / 国際放映） - 近江屋
- 水戸黄門（TBS・C.A.L）
  - 第14部 第29話「悲願叶えた狸の仇討ち・信楽」（1984年5月14日） - 利右衛門
  - 第15部 第15話「願い叶えた鯉のぼり・大竹」（1985年5月6日） - 源造
  - 第16部 第9話「闇を裂く忍びの死闘・吉野」（1986年6月23日） - 明日香堂弥右衛門
  - 第17部
    - 第5話「男十手の木曽節仁義・妻籠」（1987年9月28日） - 木曽屋長兵衛
    - 第18話「河豚に当って悪退治・下関」（1987年12月28日） - 長州屋彦兵衛

  - 第18部
    - 第8話「泥棒夫婦の大予言・追分」（1988年10月31日） - 作右衛門
    - 第20話「陰謀渦巻く大草原・熊本」（1989年1月30日） - 作右衛門

  - 第19部 第14話「恩讐越えた一刀彫・米沢」（1989年12月25日） - 六左衛門
  - 第20部
    - 第2話「水晶守った怒りの十手・甲府」（1990年10月29日） - 深水屋総兵衛
    - 第16話「男意気地の博多節・福岡」（1991年2月25日） - 錦屋
    - 第44話「涙で染めた紅花紬・山形」（1991年9月9日） - 茜屋

  - 第21部
    - 第4話「母恋し娘馬子唄・米子」（1992年4月27日） - 寺沢主水
    - 第23話「母の秘密は卍の入れ墨・敦賀」（1992年9月7日） - 吾平

  - 第22部 第28話「響け正義の御陣乗太鼓・輪島」（1993年11月22日） - 庄屋仁兵衛
- 松平右近事件帳 第16話「残された赤ん坊」（1983年、日本テレビ・ユニオン映画） - 和泉屋弥兵衛
- 黒革の手帖（1984年、TBS・松竹） - 川原弁護士
- 大岡越前 第9部 第12話「縛られたお地蔵様」（1986年1月13日、TBS・C.A.L） - 若狭屋
- 巨獣特捜ジャスピオン 第40話「リッチマン作戦・ダイヤ流星群の謎」（1986年2月10日、テレビ朝日・東映） - 牛尾博士
- 飢餓海峡（1988年、フジテレビ）
- 世界忍者戦ジライヤ 第28話「あぶない戸隠流・闘破は誰の子?」（1988年7月31日、テレビ朝日・東映） - 戸隠流長老（先代）
- デパート!夏物語 第5話「困った! 店でナンパするOLさま!!」　(1991年、TBS) - 老夫婦のお客様
- 十時半睡事件帖 第22話「奇妙な仇討ち」（1995年、NHK） - 親戚の老人

### アニメ
- 8マン
- 鉄腕アトム
- まんがはじめて物語

### 人形劇
- 伊賀の影丸

### ラジオドラマ
- 銀座裏午前二時（1951年、NHK） - 天国受付[10]

### 舞台
- 罪と罰（1947年、青年演劇人） - ドミトリ[11]
- ハムレット（1947年、青年演劇人） - 俳優1[11]
- 斜陽（1948年、現代劇場） -三宅先生[12]
- ニ・ノ・チ・カ（1989年、劇団NLT） - ビビンスキー[13]
- 12人の怒れる男
- 毒薬と老嬢